# Попов, Леонид Степанович
Леони́д Степа́нович Попов (28 ноября 1940, Казань — 6 июля 2023, Жуковский, Московская область) — Герой Российской Федерации (20.09.1994), заслуженный штурман-испытатель СССР (17.08.1984).

## Биография
В 1963 году окончил Казанский авиационный институт. Работал ведущим инженером на Горьковском авиазаводе. В 1968—1970 – ведущий инженер Лётно-исследовательского института (ЛИИ), участвовал в испытаниях двигателей на летающих лабораториях.
В 1971 году окончил штурманское отделение Школы лётчиков-испытателей.
С февраля 1971 по сентябрь 1985 года – штурман-испытатель ЛИИ. Провёл испытания пилотажно-навигационных комплексов на МиГ-31, Ту-22М, Ту-154; системы управления «Бурана» на Ту-154ЛЛ. Участвовал в испытательных полётах на А-50, Ил-76, СКИП Ил-76, Ми-4, Ми-8, Су-24, Ту-22, Як-28 и их модификациях.
С сентября 1985 года – старший штурман-испытатель ОКБ имени А. И. Микояна. Участвовал в первых полётах и испытаниях МиГ-31М (21.12.1985), МиГ-31М/2 (27.12.1986), МиГ-31Д (17.01.1987), МиГ-31Д/2 (28.04.1988), МиГ-31Б (30.06.1989). Участвовал в испытаниях МиГ-25ПУ, МиГ-29УБ, МиГ-31 и их модификаций, МиГ-АТ.
20 сентября 1979 года катапультировался из МиГ-31 (с П. М. Остапенко) из-за пожара двигателей.
Жил в городе Жуковский. В 2014—2018 годах возглавлял общественное объединение испытателей «Клуб Героев города Жуковский».
Леонид Степанович Попов умер 6 июля 2023 года у себя дома в Жуковском.

## Награды
- Герой Российской Федерации (20 сентября 1994) — за мужество и героизм, проявленные при испытании, доводке и освоении новых образцов авиационной техники
- Орден Трудового Красного Знамени (3 ноября 1988)
- Орден Дружбы народов (2 февраля 1982)
- медали

## Фильмография
Попов автор сценариев ряда телевизионных фильмов: «80 лет в строю», «Открытки из рая», «Записки из Фарнборо», «Небо, ты блещешь у меня на крыле».